# 蕭若元
蕭若元（英語：Stephen Shiu Yeuk Yuen，1949年7月22日—），香港資深時事評論員，曾任編劇、主持人，香港大學歷史系畢業。祖父曾居於美國，父親是秘魯華僑，在香港成長，現移居台灣。另外，蕭若元亦曾從商，經營借貸、網上超市、日用品批發、凍肉批發、韓牛零售批發、藥房、餐廳、驗車中心、建築材料、瘦身減肥以及電影等生意。
蕭若元不時發表政治經濟評論文章批評中國內地及香港時政，2000年代起創立網上電台香港人網及謎米香港，支持民主派并幫助促進香港民主發展，支持公民抗命。曾因其在歐洲難民危機上支持德國收容難民的立場，與陶傑等不少意見相左的名人不和。在香港問題上，蕭若元支持香港新移民，支持大量填海造地，支持將填海等基建工程判給大陸的公司，亦支持大量輸入外勞。

## 早年經歷
蕭若元在香港島北角出生及成長，出身中等家庭，父親為蕭伯賢（1968年去世），母親楊氏（2015年去世）。他共有六姊弟，在家中排行第三（家中唯一的兒子）。1953年由家人安排跳級入讀慈幼學校小一，畢業於北角官立小學，中學在聖保羅書院讀文科，與前香港特別行政區民政事務局局長曾德成曾是同班同學。他於1966年香港中學會考的成績有三優四良，是班中之冠，其中中國歷史、中文和英國文學均獲「A」。其後他升讀預科，在中七香港高級程度會考以四科良的成績入讀香港大學歷史系（1968年以政府助學金考入）。

## 成年經歷
蕭若元畢業於聖保羅書院及香港大學歷史系，憑<The short and violent career of Nobunaga & Hideyoshi typified 16th century social and political stability in Japan>取得A+評級, 聲名大噪。在修讀港大歷史系碩士時輟學。他曾於股票經紀行大和證券任職出市代表。蕭為人靈活多計，獲員工譽為「蕭才子」，近亦通稱「知名網民」。

### 無綫電視（1967年-1975年）
1967年加入無綫電視擔任遊戲、娛樂節目主持兼任無綫新聞，新聞報道員，同年擔任六點半新聞報道主播，1970年起擔任晚間新聞主播，直至1975年轉職麗的電視。

### 麗的電視 （1975年-1981年）
1975年，他跟隨何掌邦轉投麗的電視擔任新聞報道員。
1976年4月16日，無綫電視與麗的電視同日推出早晨新聞不久便與英文台的John Culkiin一同主持麗的晨早新聞。其後受黃錫照及麥當雄賞識，同時參與電視劇創作，在麗的電視編寫了很多著名長篇電視劇約20套電視劇，當中包括《鱷魚淚》、《浮生六劫》、《天蠶變》及《大地恩情》等長編劇集。
1970年代末至1980年代初，他與麥當雄一同主政麗的電視，任節目策劃經理。1981年7月與麥當雄一同離開麗的，改投電影製作。同時與其家族經營建材公司友聯建築材料，後來成功於香港上市。

### 電影幕後時期（1981年-1993年）
1987年至1988年，他受黃玉郎邀請，在玉郎集團參與《醉拳》及《龍虎門》等暢銷漫畫之編劇工作。
1991年，他以電影《跛豪》獲《香港電影金像獎》「最佳劇本」。

### 發展投資時期（1994年-2000年）
1999年中，友聯建材無故發達，皆因早年買下的三線股得信佳被李澤楷看中借殼收購，令得信佳股價大升，帶挈友聯沽售大賺一億元。

### 商人時期（2000年-2013年）
2000年，蕭若元旗下友聯及友暉雲石兩間公司，市值一度達五十三億元，蕭若元及蕭若慈聯合持有的友聯股權，賬面值十億元。香港科網熱潮時曾借手中的建材公司分拆上市（577友暉雲石、8118 Cyber Daily、432友聯建材集團），友暉雲石改名為天網，並與黃毓民合作，主編《Cyber日報》。科網股爆破後，蕭若元將其股權轉讓，注入保華建築業務，易名保華建業。母公司友聯建材集團同時受牽連，最後以4900萬拱手相讓予公司大債主鄭裕彤的親信魯連城。
2003年，在香港的纖體熱潮下，蕭若慈、蕭若元姐弟購入彩虹國際，改名為變靚D控股有限公司，經營纖體業務。
2010年8月，他與佳聯中國簽定協議出售所有變靚D控股有限公司股份。

### 政治時期（2003年-2005年、2012年）
2003年8月，他擔任「民主倒董力量」召集人，後更名民主救港力量，仍為召集人，直至2005年4月董建華因病呈辭。
2012年5月，他揚言若人民力量在2012年香港立法會選舉中不能贏得3席，將會結束「香港人網」。6月接受免費報紙AM730專訪，表示梁振英當選後，對香港固有的民主自由打響了警鐘，尤其是免於恐懼的自由，香港正值危急存亡，議會必要有足夠的反對派抗衡，所以積極考慮夥拍人民力量主席劉嘉鴻、歐陽英傑在港島區同一名單參選立法會選舉。6月24日在銅鑼灣東角道「人民力量決志大會」 宣告積極考慮參選立法會。9月顆拍人民力量主席劉嘉鴻及執委歐陽英傑醫生以同一名單，他排行第二參選2012年立法會選舉香港島選區，因為蕭若元的生意關係而被民主黨指為「投共」、「紅色商人」。結果最終因與公民黨互搶選票落敗。劉嘉鴻、蕭若元團隊敗選。

### 電台時事及清談節目主持（1998年-2007年）

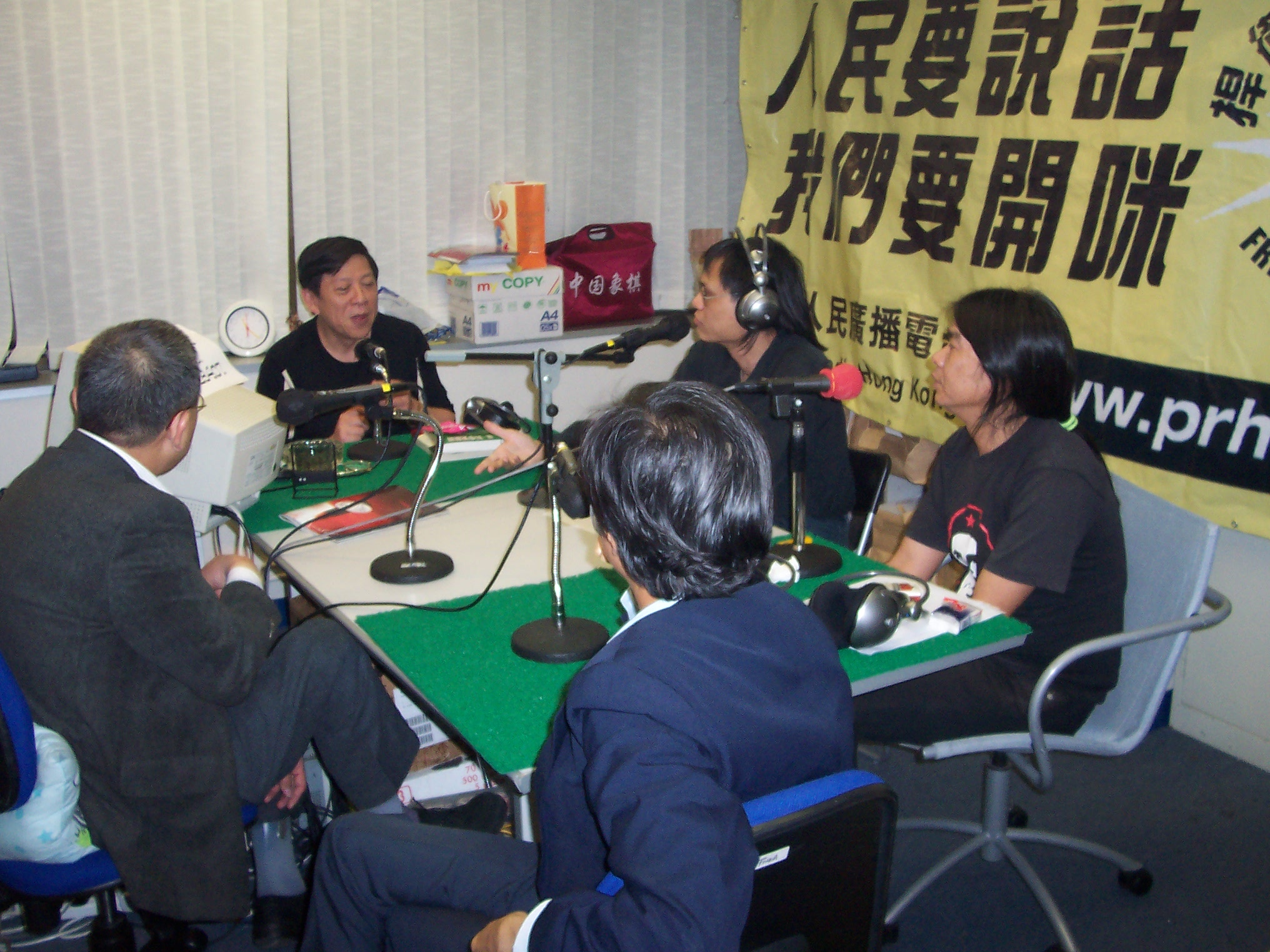
人民台《風蕭蕭》，蕭若元、梁錦長、長毛梁國雄、陸傑、Ｑ仔黎側奮（2004年11月25日）

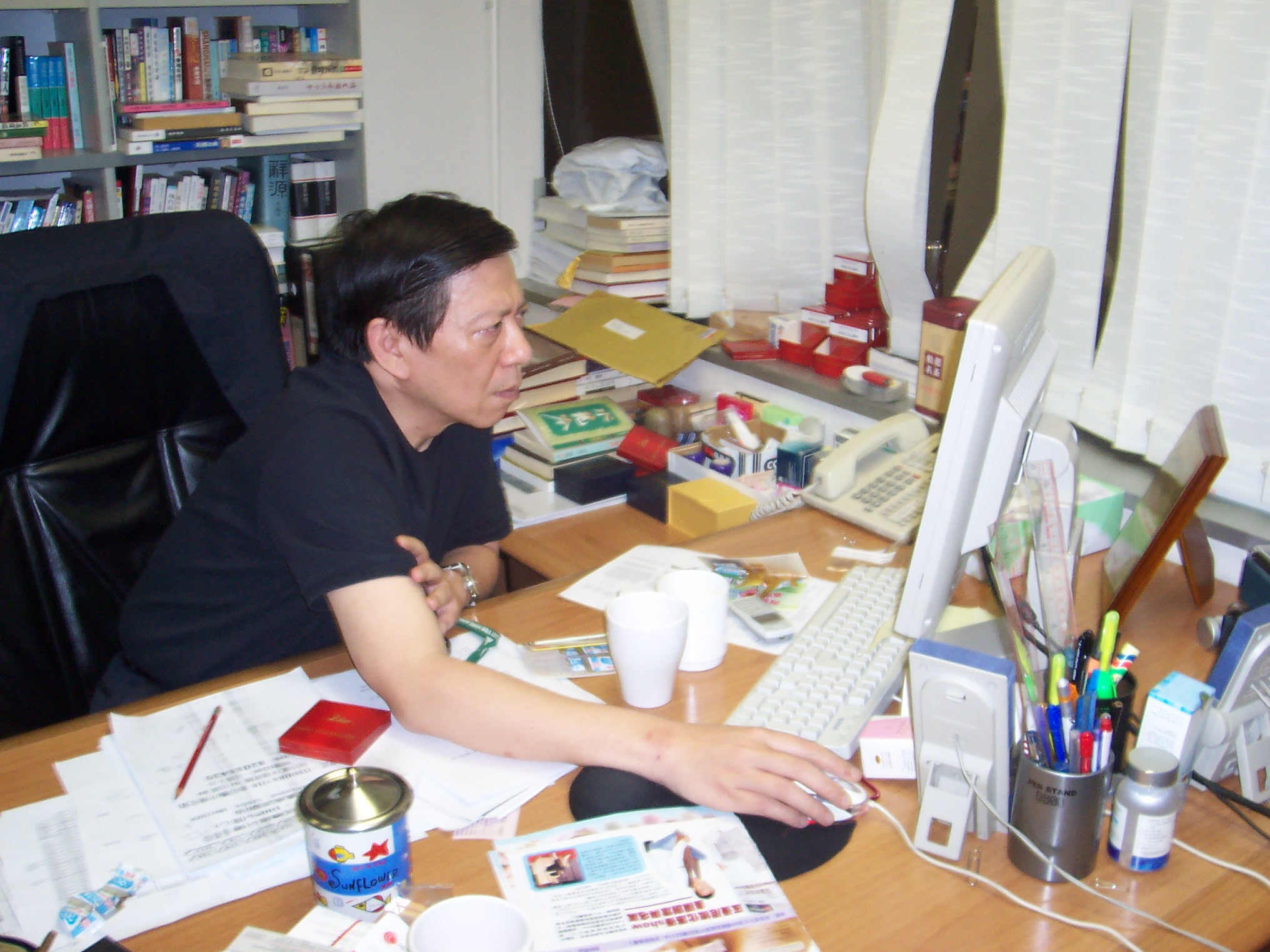
蕭若元銅鑼灣辦公室（2004年12月13日）

1998年，開始在「新城電台」與吳明林主持時事節目《平息你的風波》。
2004年，開始在網上電台「香港人民廣播電台」主持節目《風蕭蕭》直至2006年底。
2006年9月21日，大病缺席《風蕭蕭》節目。9月28日，來電繼續做節目。10月5日恢復做節目，解釋自己患了心血管動脈撕裂，引發氣管敏感，氣管抽筋，無法呼吸，險些死亡。

### 香港人網時期 （2005年-2013年）

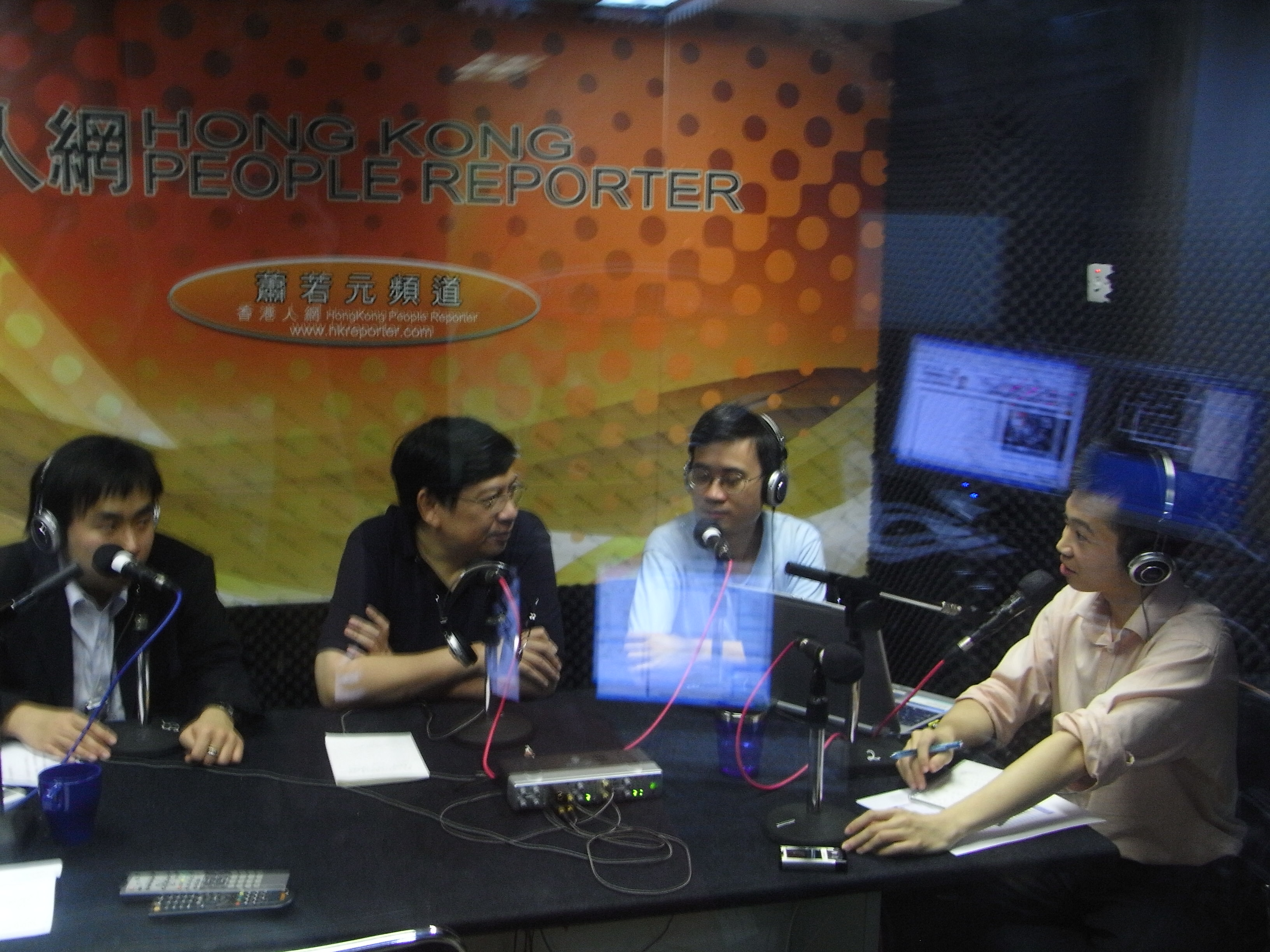
蕭若元主持香港人網節目《蕭鼓聲中》。2008年10月17日。灣仔愛群道。

2005年，創辦「香港人網」的網上論壇討論區。
2007年1月25日，在香港人網主持節目《蕭鼓聲中》，繼承人民台的《風蕭蕭》。又與資深傳媒人黃毓民及梁錦祥合作，以人民台班底創立 MyRadio，於3月18日正式啟播。香港人網與 MyRadio 聯播，建立起一連五日黃金節目，創下了網上電台的新一頁。
2008年，「香港人網」與「MyRadio」合併。
2010年7月11日，蕭若元出席了香港人網與「民主黨前綫苦主大聯盟」發起的「少理民主黨」旺角街頭論壇，激烈批判民主黨通過「政改方案」。9月6日，「香港人網」與「MyRadio」分拆為兩間網上電台，並且開始為「香港人網」主持節目《風也蕭蕭》。
2011年7月，蕭若元在新浪微博中突然宣佈將收購高登討論區並和香港人網合併。有關消息傳出之後，隨即群情洶湧，不少網民均表示反對，有人甚至以「反對新媒體霸權」號召抗爭在facebook開設專頁聯署反對香港人網的併購行動，引起傳媒各界報導。
2013年3月22日晚上9時，香港人網創辦人蕭若元在節目《風也蕭蕭》宣布，香港人網於該月月底結業，於3月31日開始，香港人網將會停止製作及播放網上節目，包括最受歡迎的《恐怖在線》。香港人網將會於3月30日舉行告別大會。蕭若元表示，香港人網於3月31日後仍然會於運作一季，惟不會再有新廣播。談到「執笠」原因，蕭若元強調不是政治壓力，亦非怕了向人網宣戰的黃洋達，但承認對很多人心灰意冷，包括人民力量主席劉嘉鴻「劉嗡」和立法會議員「慢咇」陳志全。他隨後又稱，失望只佔小部份，有人需負更大責任，但沒有言明是誰。他堅稱事件不涉及政治壓力，同時表明今後將不會再支持任何政治組織包括人民力量及其友好組織普羅政治學苑。
2013年3月25日 ，蕭若元在《風也蕭蕭》上澄清香港人網網頁會繼續保留，包括節目重溫及討論區，只是不會再有新節目。蕭若元表示，會在三個月之後建立一個新網台，新網台會保持每星期十五小時左右的節目，他會做兩小時的節目。3月30日，蕭若元在《佔領人網》活動上宣佈，新網站將於2013年6月1日正式運作。

### 謎米香港及網台時事評論員時期（2013年至今）

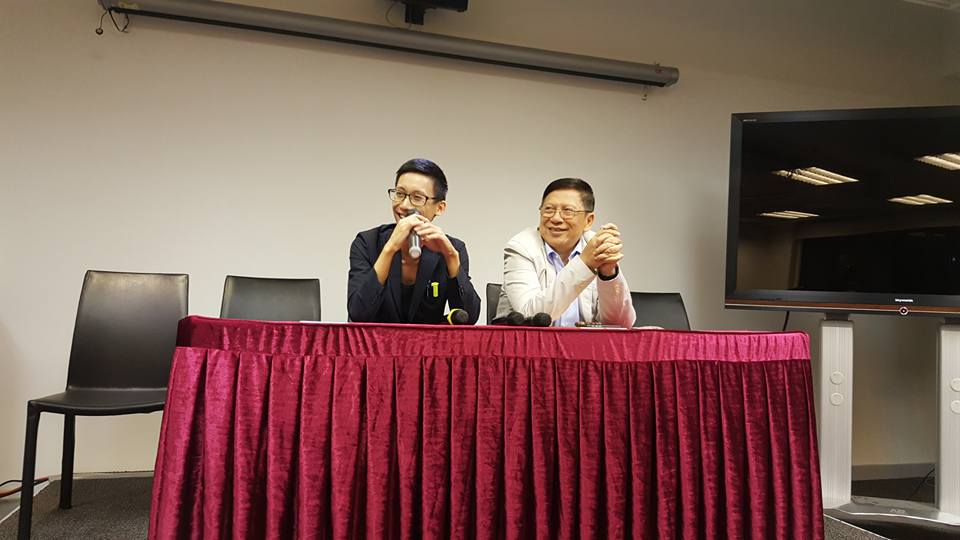
蕭若元與于非主持《蕭遙遊》節目

2013年6月4日，蕭若元主持的新節目《蕭遙遊》開始播放。
2013年7月19日，蕭若元自製視像節目《神根聖喻》，扮演「鐵根派」大弟子「蕭雲腿」，以言語諷刺立法會議員黃毓民及其忠實支持者黃洋達、李偉儀等人在政局立場上的進退失據及言行不一。網民雖反應各異，但其節目內容實在令人拍案叫絕。黃毓民則在10月10日反擊，在其MyRadio節目中表示「從今以後只罵姓蕭的那個人」。
2016年5月23日，蕭若元於網台主持最後一晚的《蕭遙遊》，臨別前播上他至喜愛歌曲之一To Dream the Impossible Dream，以作在離開網台之前，再三勉勵香港有能之士能多參與香港公共空間的討論，甚至帶領香港於爭取民主的道路上繼續抗爭。

#### 2017年短暫封口中港時事
2017年5月，因為兒子蕭定一的要求，蕭若元宣佈由2017年7月22日起，不再評論中國及香港的時事及財經事務。
2019年反送中運動後，蕭若元重新回歸評論中港時事。

#### 力挺「反送中運動」支持抗爭者
在反送中運動期間，多次在其節目《最新蕭析》中力挺抗爭者，並呼籲其聽眾在中大保衛戰及理大攻防戰中支援被困的抗爭者，並稱支持「和理不割」。其本人的餐廳堅石燒亦加入黃色經濟圈，讓學生及食客喊出暗語（燈神蕭若元）後免費獲得小食一客，而且沒有消費要求。

#### 移民台灣
2019年11月，蕭若元宣佈因擔心人身安全為由，與太太移居台灣，為投資移民做準備，年底舉家移居台灣。
據一些臺灣朋友透露，蕭若元目前在新北市板橋區定居。
他在2025年中華民國大罷免潮第二階段聯署期間，曾出現於聯署站填寫表單，加入罷免臺北市第七選舉區的中國國民黨籍立法委員徐巧芯，相信其已取得中華民國完整公民權外，其戶籍所在地應為臺北市信義區。

#### YouTube頻道故障
2020年6月8日，有網民發現蕭若元創建的謎米香港YouTube頻道內容突然空白一片，只剩下一段影片，其餘影片雖能在播放清單中找到，但不能播放，有網民估計是有黑客入侵dimbotv頻道並舉報有關影片，亦有網民擔心是因為港版國安法被滅聲。後來蕭在Facebook指只是技術問題，已聯絡YouTube修復。

#### YouTube突破十七億觀看次數
截止2022年8月1日，蕭若元於2013年5月10日創建的謎米香港YouTube頻道已突破十七億觀看次數，現時的累計觀看次數為 1,712,997,862次，訂閱人數逾83萬3千，是華人時事評論人中最高。

## 推測重大事件的準確性
蕭若元不時發表對重大政治時事的評論，他會在事前作預測或在事後對原因作推測，當中有準確亦有錯誤之處，但在大學退聯、美國大選、英國脫歐和美國出現嚴重2019冠狀病毒病疫情重大議題上，結果往往是他預測的相反，因此被網民封為「燈神」，指他「燈力」驚人。2019年12月3日，蕭若元回應『燈神』的稱號，他表示希望大家學習推理能力，又討論多種『燈神』的層次。
- 北區醫院搶槍開槍案：2014年9月15日，內地人黃世德在醫院搶警槍並連開六槍[33]。蕭若元斷言疑犯是新移民、是精神病人，一定告不入[34]。2016年10月5日，案件審結，黃世德不是新移民，而是持雙程證來港的內地人，他求情指有抑鬱症，但法官引述醫生報告指他毋須判醫院令，最後判監40個月[35]。蕭之預測全錯。
- 香港專上學生聯會退出風波：2015年2月12日，蕭若元預測香港大學退出學聯議案必不獲通過，退聯派大勢己去，會慘敗收場。結果，2015年2月13日，港大退聯議案獲得2,522票通過[36]。蕭之預測錯誤。
- 佔中事件後之抗爭運動：2014年佔中事件之後，蕭若元預測之後幾年都不會有大型抗爭運動。結果，2016年2月8日發生旺角大型抗爭事件[37]。2019年，香港發生比佔中更大規模的「反送中」運動。蕭之預測錯誤。
- TVB收視：2015年9月，蕭若元稱樂視具備了擊敗TVB的條件，並指樂視用戶廣泛，廣告收益龐大，預測樂視稱霸電視界[38]，TVB收視將逐年下跌。2017年12月，樂視自行入稟申請清盤[31]。2018年2月21日，高等法院頒令，樂視有限公司清盤[39]。2018年ViuTV播放世界盃賽事，部份場次令翡翠台的收視率跌至只有2點。2021年起，翡翠台收視明顯走下坡，慣性收視僅維持個位數至約20點不等，30點收視情況罕見，蕭之預測準確。
- 2016年立法會補選：蕭若元預測梁天琦將會在補選以約3千票低票落敗。結果，梁天琦雖然落敗，但取得逾6萬票[40]。蕭之預測錯誤。
- 2016年英國脫歐公投：蕭若元一直預測英國大部分選民會反對離開歐盟。結果，51.9％的英國選民投票支持離開歐盟。蕭之預測錯誤。
- 2016年美國總統選舉：蕭若元指特朗普言論不切實際，預測特朗普慘敗、希拉莉勝出，並開出「一賠二」的賭盤。結果，特朗普勝出，成為美國第45任美國總統[31][40][41]。蕭之預測錯誤。
- 立法會宣誓風波：2016年11月，蕭若元認為劉小麗不會被取消議員資格，反而朱凱迪有更大機會被取消議員資格。結果，2017年7月，高等法院原訟庭裁定劉小麗喪失議員資格，而朱凱迪繼續擔任立法會議員[42]。蕭之預測錯誤。
- UGL事件：2016年3月9日，蕭若元指出UGL事件阻延梁振英做政協副主席。結果，2016年3月13日梁振英以2066票贊成、13票反對、16票棄權、6人未按鈕下，獲增選為政協副主席。蕭之預測錯誤。
- 100毛事件：2016年3月，蕭若元認為雜誌100毛可能因其政治取向被打壓，100毛所創辦的網媒毛記電視更可能因此面臨結束。2018年3月28日，母公司毛記葵涌上市掛牌，於早前公開招股超標認購6288倍，暗盤更由招股價1.2元升至收報8.1元，升近6倍。蕭之預測錯誤。2018年9月10日，毛記葵涌已經跌回招股價。
- 2017年行政長官選舉：2017年1月，蕭若元認為種種跡象都顯示北京確實已經欽點了林鄭月娥成為下一任特首。2017年3月，林鄭月娥當選新任特首，蕭之預測準確。
- 第89屆奧斯卡金像獎：2017年2月初，蕭若元點名稱讚《星聲夢裡人》[43]。2017年2月26日，奧斯卡錯頒「最佳電影」予《星聲夢裏人》，真正得主是《月亮喜歡藍》[43]。蕭之預測錯誤。
- 朝鮮半島局勢：2017年4月13日，蕭若元預測朝鮮半島局勢令世界走向大戰邊緣[44]。結果，2018年4月，北韓領袖金正恩宣佈放棄核武，致力實現半島無核化，與南韓總統文在寅發表共同宣言，表示於年內宣佈停戰。蕭之預測錯誤。
- 2018年馬來西亞大選：2018年5月4日大選，蕭若元預測馬來西亞國民陣線勝出大選[45]。結果，反對黨「希望聯盟」勝選，達成該國聯邦層級首次的政黨輪替紀錄。蕭之預測錯誤。
- 2019年香港區議會選舉：2019年11月24日區議會選舉，蕭若元預測總投票人數約為300-310萬，投票率能達至73%-78%，民主派至少取得190-250席，並預計建制派所獲最終票數約為120-130萬。惟其後再動員選民積極投票，望總投票人數能邁過310萬，並呼籲選民助民主派力爭至少280個區議員席位[46]。結果，最終總投票人數約為294萬，總投票率為71.2%。民主派得票率為57%，獲得約167萬票，奪得389席；建制派得票率為42%，获得约122萬票，僅取得59席；獨立參選人得票率為0.84%，获得约2.5萬票，蕭之預測準確。
- 2020年中華民國總統選舉：2020年1月11日的總統選舉，蕭若元預測民進黨的蔡英文現任總統將會毫無懸念大勝至少200萬票，民進黨在立委必定過半，而韓國瑜將會毫無還擊之力[47]。選舉結果顯示，蔡英文大勝260萬票，民進黨立委亦順利過半，蕭之預測準確。
- 2019冠状病毒病疫情：2020年3月5日蕭若元認為歐美地廣人稀，沒可能大規模爆發2019冠状病毒病疫情。結果，歐美由3月中起出現大規模爆發，歐洲多國更成為確診人數最多的首十餘個國家，部分國家死亡個案更超越中國。[48]蕭之預測錯誤。
- 2022年香港特別行政區行政長官選舉：2021年6月25日蕭若元認為林鄭月娥不可能連任及李家超將成為下屆特首。[49]2022年4月4日，蕭若元認為林鄭月娥有八成的機會當選，李家超則有兩成的機會當選。[50]2022年4月5日，蕭若元承認估錯林鄭月娥將會參選[51]，而李家超是2022年香港特別行政區行政長官選舉中唯一受中央支持參選的候選人。[52]蕭之預測錯誤。
- 胡錦濤二十大離場事件：2022年10月22日，在中國共產黨第二十次全國代表大會閉幕會上，前中共中央總書記胡錦濤在不太願意下被工作人員帶離會場。蕭若元認為胡錦濤被帶離場純粹因為他身體不適，絕對和政治無關。蕭若元解釋說是因為醫療小組透過遙距監測發現胡錦濤心律不正，恐怕胡在開會中暴斃，所以醫護人員帶他離場。蕭指胡離開時沒有掙扎，是自願離場；蕭並認為習近平不希望這事件發生。[53]

## 爭議

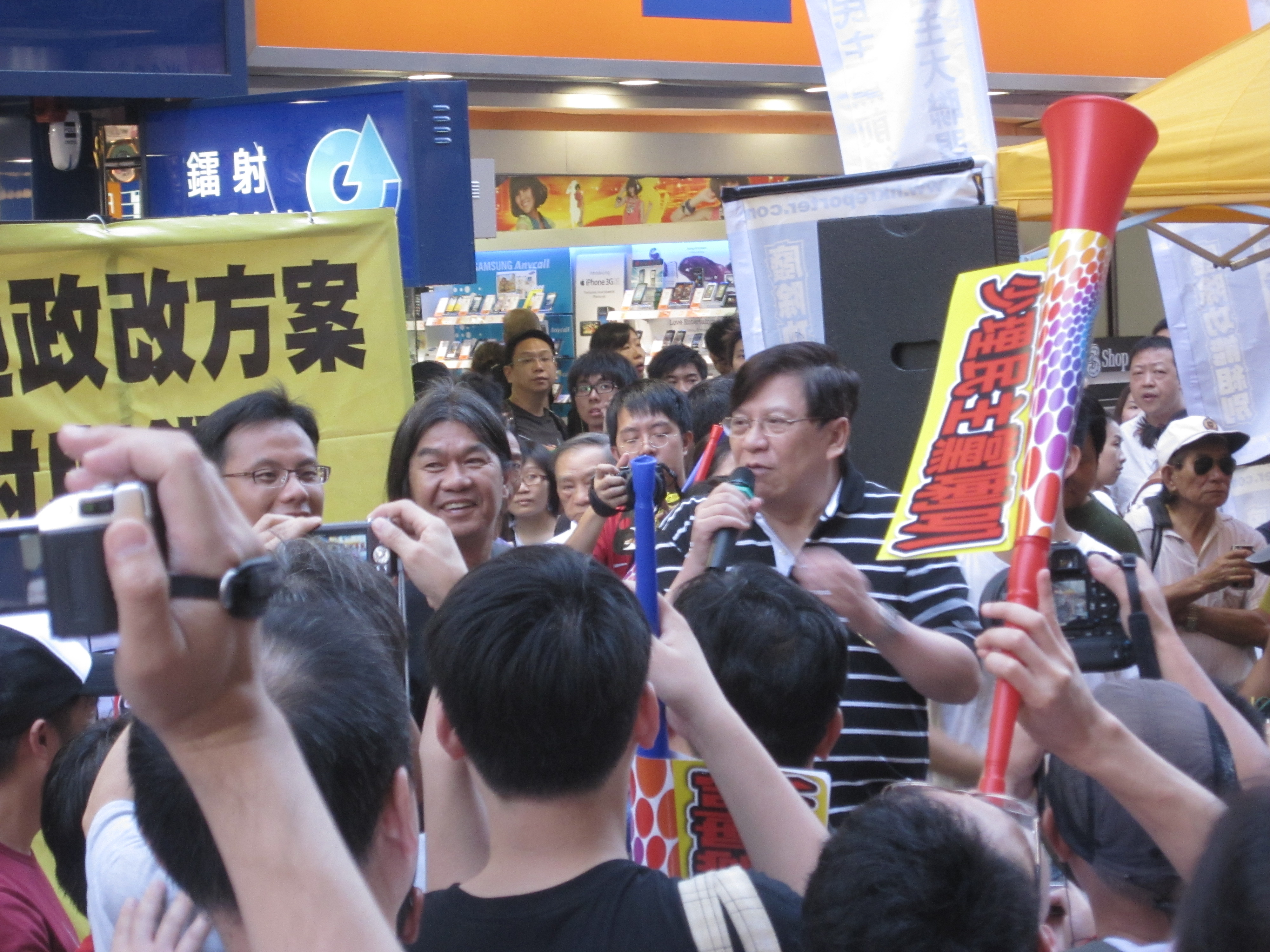
香港人網蕭若元、社民連「長毛」梁國雄、「維園阿哥」任亮憲，一同聲討民主黨。2010年7月11日，旺角西洋菜街。

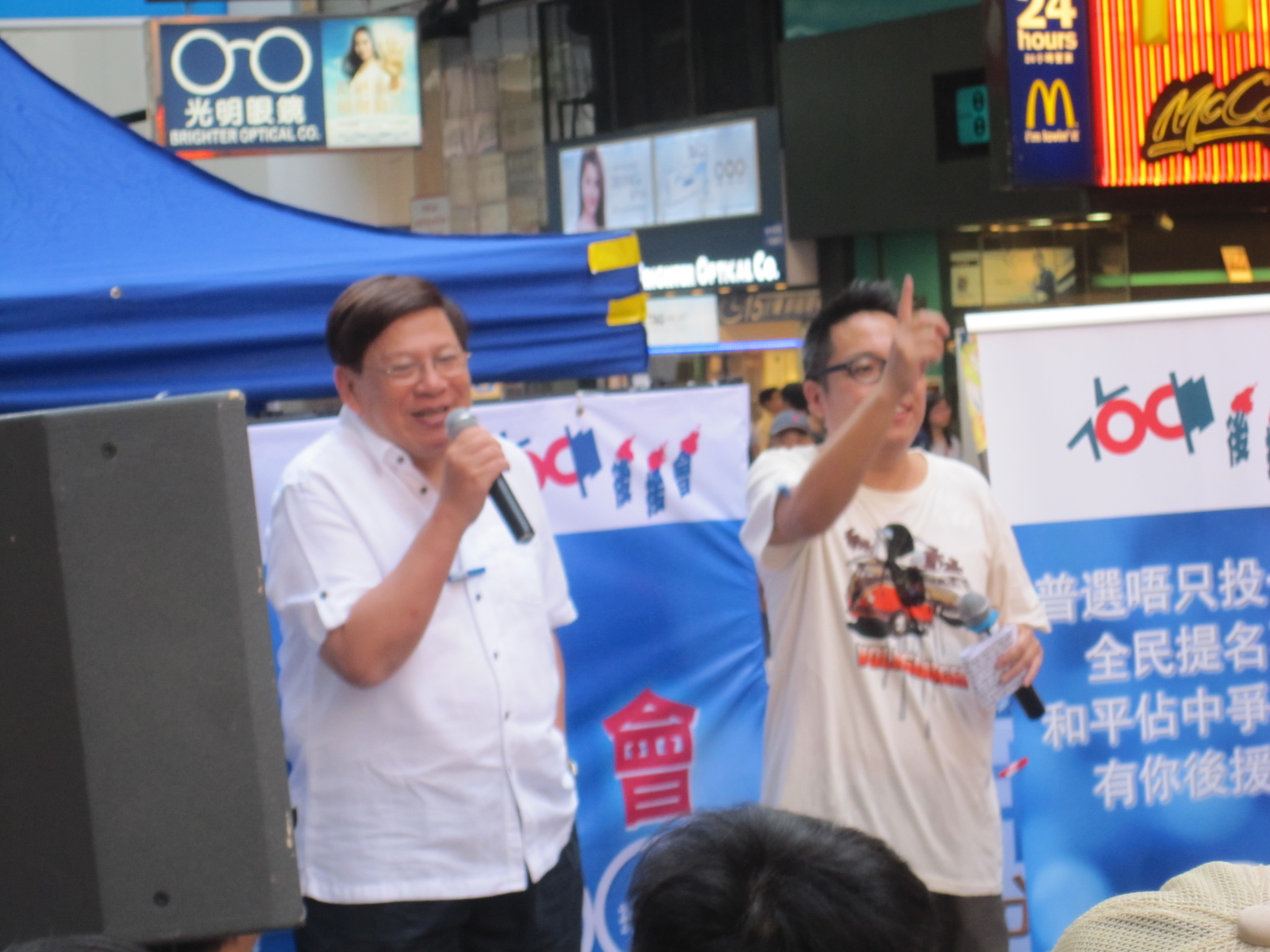
旺角西洋菜街，2013年10月13日，謎米香港參加佔中後援會

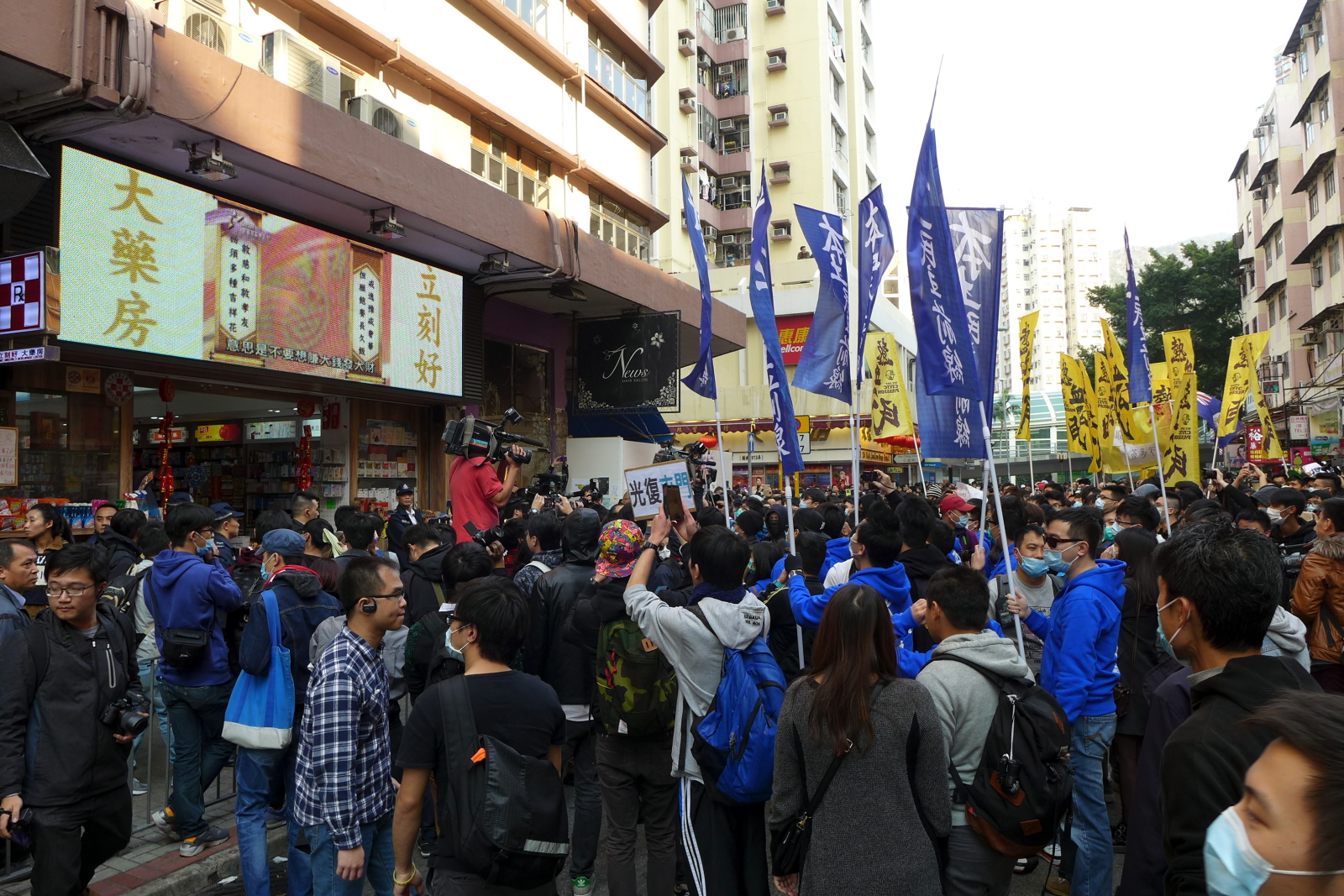
包圍著「立刻好大藥房」的示威者

### 買兇毆打黃霑
2009年6月19日，蕭若元在其網台節目《蕭鼓聲中》（第47集）的《邊緣回望》環節中透露，在1983年時他和白韻琹分開，黃霑在報章上罵他，於是他買兇請人毆打黃霑，打一拳一百元，結果兇徒「拳如雨下」數不到多少拳，所以給了五千元。因為自己不怕事、不怕坐牢，所以最後黃霑不敢報復。

### 與社運界的關係
2007年起，自蕭若元成立香港人網，就是全力支持社民連。2010年中，黃毓民與陶君行權鬥，爭論應否「狙擊民主黨」。蕭若元站到黃毓民的一邊，社民連人與社運界十分不滿蕭若元。但自蕭若元與黃毓民反目後，因堅決支持戴耀廷發起的「佔領中環」運動，與社民連的關係逐漸緩和。雨傘運動之後，亦經常邀請社民連主席梁國雄和副主席黃浩銘出席謎米節目和網聚活動。
蕭若元成為人民力量在網台時事評論界的最大支持者，坊間戲稱為人民力量的精神領袖，而蘋果日報內文介紹蕭若元為「人力「精神領袖」、謎米創辦人蕭若元」。
此後，黃洋達與其熱血公民不斷指蕭若元支持佔領中環是為了佔領光環，批評他是政棍。蕭若元為此怒而結束香港人網，公開與黃毓民割蓆。社運界人嘲笑蕭若元悔不當初支持黃毓民這種人。隨著蕭若元堅定支持佔領中環，社運界人、社民連人、網台界人漸漸與蕭若元冰釋前嫌。
2013年5月，黃毓民退出人民力量後，黃毓民與黃洋達的支持者不斷指蕭若元是人民力量的金主，嘲笑蕭若元自恃富有、以本傷人，卻避而不談黃毓民黃洋達如何攻擊佔領中環。然而，黃毓民最終亦在自己網台節目否認蕭若元是人民力量的金主，更說人民力量拒絕撤出旺角佔領區，跟蕭若元想法完全相反，自證兩者沒有從屬關係。

### 支持輸入大陸新移民
蕭若元支持中國大陸向香港輸入新移民，在2012年1月的《風也蕭蕭》節目中，蕭若元認為大陸的新移民及「雙非」兒童有助解決香港人口老化問題，並支持輸入外勞。
2019年2月，當醫院因病人太多，醫院逼爆，有前線醫護促叫停每日150個單程證配額，因「10個病人8個新移民」。 蕭若元再發布公開評論，認為香港的社會問題不應該歸咎於新移民，並支持香港繼續每日輸入大陸新移民。

### 支持大量填海造地
2019年，當香港市民反對政府計劃大量填海浪費公帑和破壞環境時，蕭若元在網台發表公開言論，表示支持在香港大量填海造地，並支持將大量填海和大量起樓工程全部判給大陸的公司，引入大量大陸外地勞工。他指「土地聯盟」等反對填海的組織其實是受到地產商支助。

### 在屯門開設藥房
2014年6月9日，蕭若元與藝人鄭則士於屯門開設的「立刻好大藥房」開業，引來不少網民到場抗議和撒溪錢，指他經常批評自由行泛濫、又推介陸路旅客入境稅以減少低消費力的自由行旅客，是不應該在自由行重災區屯門做水貨客的生意。蕭若元解釋藥房主要做附近居民的生意。於其後的光復屯門行動中，其藥房則被熱血公民和本土民主前線帶頭包圍，藥房最終因為示威關係需要落閘暫停營業多個小時。

### 對待異見者：辛比事件
2014年9月20日，辛比主持謎米香港節目《今日登高》第22集時，評論「內地男送院搶槍六連發傷警案」和「兩警三槍擊斃尋妻躁男案」時，認為前案的內地人（黃世德）搶警槍並六連發，使四人受傷，但只被控傷人；後案的香港人持美工刀卻被警方連轟三槍槍殺，懷疑警方對待不公。9月22日，蕭若元認為，辛比懷疑警察和律政司有對待香港人和大陸人或新移民不公，代表他是法西斯，是煽動族群仇恨，是「最賤的人」，所以即時停止了辛比的節目。蕭若元並斷言前案疑犯是新移民、是精神病人，一定告不入。2016年10月5日，前案審結，黃世德是持雙程證來港的內地人，他求情指有抑鬱症，但法官引述醫生報告稱他服藥會有好轉，毋須判醫院令，最後判監40個月。

### 對待異見者：健吾事件
2015年3月10日，在網台節目〈最新蕭析〉中，談及「反水貨客活動」時，蕭若元不贊成此活動，提到持相反意見的健吾時，他以和事件無關的「性傾向」作攻擊，強調「健吾是個同性戀者」，並說：「作為一個極右的同性戀者很可笑，因為極右是主張打同性戀者和不主張平權。」

### 對待異見者：陶傑事件
2015年10月，蕭若元與陶傑於「歐洲國家應否接收難民」問題發生隔空罵戰，陶傑認為不應接收難民，因擔心難民中會混入伊斯蘭國成員。持相反意見的蕭若元斥陶傑為「人渣」，並辱及和事件無關的陶傑家人，重提其父親曾任職《大公報》的事。2015年11月19日及12月16日，蕭若元在其網台節目〈蕭遙遊〉及個人面書網頁中，指陶傑曾多次發放對穆斯林的仇恨言論，會將他有關極端組織「伊斯蘭國」的評論，翻譯成17國語言，包括阿拉伯文，並寄給全球的穆斯林組織、新聞組織及阿拉伯國家，甚至出資登報。寄出的信件更附上陶傑的照片，希望阿拉伯的傳媒及組織「關注」。
曾焯文博士認為蕭若元此舉會激怒「伊斯蘭國」，可能危害香港。令香港成為恐襲目標，威脅居民安全。陳雲批評指，蕭若元說包容和多元，對於陶傑的言論，蕭若元擁有網媒本可以作充分辯論，他卻選擇用阿拉伯文信件公開向伊斯蘭組織告密，伊斯蘭狂熱分子如果報復陶傑，將會禍及香港。博客Edward Tang（無妄齋）認為，若然公共評論會遭到如此「待遇」的話，無疑助長恐懼，將異見者言論翻譯及廣傳於中東當地組織，是出於對人權的擔憂，還是對異見者生命安全的威脅，用心不言而喻。

### 馬鞍山燒人事件
2019年11月11日，馬鞍山燒人事件發生後，蕭若元在網上污蔑受傷者為特技演員，並指稱受傷者是收200萬港幣報酬后製造輿論，在事件真相曝光後方才表示無條件收回此前言論並對誤導大家做出道歉。

### 就香港電影業前途與新晉電影人辯論
2021年2月22日，蕭若元在社交媒體Clubhouse內，就香港電影業未來與一眾年輕人激辯，當中包括年輕演員游學修，雙方其後更於各自的YouTube頻道隔空駁火。蕭若元批死香港電影業回復昔日輝煌「機會等於0」，更形容游學修所拍的YouTube片只是「煮飯仔」。

## 私人生活
蕭若元結過兩次婚，共有一子三女。另外，前女朋友包括白韻琹及葉德嫻。
他與第一任妻子結婚三年後離婚收場，生下一子一女：長子（蕭定一）和長女（蕭定欣）。1989年與現任太太侯麗媚結婚，再誕下兩個女兒：二女蕭瑤瑤和幼女蕭雙雙。蕭瑤瑤2015年畢業於香港大學文學院。
蕭若元最廣為人知的情史，是曾與白韻琹拍拖。在主持網台節目時，時常提起當年二人拍拖時的逸事，直到2016年，蕭若元在網台節目指，應白韻琹要求，不再公開提及他倆的過去的情事。另外，蕭若元於香港人網節目《蕭鼓聲中》稱他年輕時曾與汪精衞的外孫女拍過拖。

## 逸事
- 在《風也蕭蕭》節目中(第89, 90集)認為中國新移民有助解決香港人口老化問題。
- 蕭若元就特首曾蔭權“講粗口”事件讀出一份嚴正公開信。 [79]

## 創作電視劇
1977年
- 大丈夫
- 大家姐與大狂魔

1978年
- 鱷魚淚
- 浣花洗劍錄

1979年
- 奇女子
- 沈勝衣
- 天蠶變
- 俠盜風流
- 天龍訣
- 大白鲨
- 怒劍鳴

1980年
- 浮生六劫
- 湖海爭霸錄
- 大地恩情
- 風塵淚
- 彩雲深處
- 太極張三豐
- 小小心願

1981年
- 大控訴
- 女媧行動（兼客串演出）
- 大昏迷
- 遊俠張三豐

1984年
- 醉拳王無忌

2002年
- 齊天大聖孫悟空
- 法內情2002

2004年
- 功夫足球

## 電影
- 2.5cm
- 卒仔抽車
- 毀滅號地車
- 有Friend冇驚
- 行錯姻緣路
- 我願意
- 歡場
- 午夜麗人
- 省港旗兵續集
- 英雄好漢
- 江湖情
- 鬼新娘
- 盡訴心中情
- 月亮 星星 太陽
- 法內情
- 公子多情
- 法內情大結局
- 三狼奇案
- 省港旗兵第三集
- 急凍奇俠
- 省港旗兵第四集
- 玉蒲團之偷情寶鑑
- 跛豪
- 戰龍在野
- 飛女正傳
- 藍江傳之反飛組風雲
- 絕代雙驕
- 鹿鼎記
- 鹿鼎記II神龍教
- 武狀元蘇乞兒
- 現代靚妹仔
- 一九四九之劫後英雄傳
- 一代梟雄之三支旗
- 飛狐外傳
- 倚天屠龍記
- 歲月風雲之上海皇帝
- 上海皇帝之雄霸天下
- 唐伯虎點秋香
- 偷天換日
- 逃學威龍3之龍過雞年
- 3D肉蒲團之極樂寶鑑

### 監製
1987年
- 省港旗兵續集

1988年
- 法內情
- 月亮 星星 太陽
- 公子多情

1989年
- 三狼奇案
- 急凍奇俠
- 法內情大結局
- 省港旗兵第三集

1990年
- 省港旗兵4

1991年
- 跛豪
- 玉蒲團之偷情寶鑑

1992年
- 絕代雙驕
- 武狀元蘇乞兒
- 戰龍在野
- 鹿鼎記
- 鹿鼎記II神龍教
- 飛女正傳
- 藍江傳之反飛組風雲
- 特區著草二人組

1993年
- 黑豹
- 秘密檔案之殺馬行動
- 飛狐外傳
- 搭錯情人上錯床
- 上海皇帝之雄霸天下
- 一九四九之劫後英雄傳
- 逃學威龍Ⅲ之龍過雞年
- 黃鶯大戰阿拉丁
- 歲月風雲之上海皇帝
- 上海皇帝之雄霸天下
- 唐伯虎點秋香
- 北妹
- 省港大追擊

2011年
- 3D肉蒲團之極樂寶鑑

### 編劇
- 1986年：午夜麗人
- 1993年：一代梟雄之三支旗

### 演出
- 1983年：毀滅號地車

### 策劃
1982年
- 卒仔抽車

1983年
- 毀滅號地車

1984年
- 行錯姻緣路

1985年
- 歡場

1986年
- 午夜麗人

1987年
- 江湖情
- 英雄好漢

1988年
- 盡訴心中情
- 火舞風雲

1989年
- 省港旗兵第三集
- 急凍奇俠

1993年
- 現代靚妹仔

### 執行監製
- 1987年：省港旗兵續集兵分兩路
- 1988年：公子多情

### 編劇
1982年
- 卒仔抽車

1984年
- 有Friend冇驚

1986年
- 午夜麗人

1987年
- 英雄好漢
- 江湖情
- 鬼新娘

1988年
- 公子多情
- 法內情
- 盡訴心中情
- 月亮 星星 太陽

1989年;
- 急凍奇俠
- 省港旗兵第三集
- 三狼奇案
- 法內情大結局

1990年
- 省港旗兵4：地下通道

1991年
- 跛豪

1992年
- 飛女正傳

1993年
- 歲月風雲之上海皇帝
- 上海皇帝之雄霸天下
- 飛狐外傳
- 一九四九之劫後英雄傳
- 一代梟雄之三支旗

## 廣播劇
- 2009年：《C1色生活》 飾 蕭真人（MyRadio）

## 節目主持

### 電視節目
- 1974年 新聞報導（無綫電視）
- 1975年-1978年 麗的晨早世界新聞節目（麗的電視）
- 1976年 真人真事（麗的電視）
- 1980年 哈嚕！夜歸人（麗的電視）
- 1994年-1995年 黃土黃水（亞洲電視：由新聞部製作之中國現代史節目）
- 2001年 康熙帝國之元來話康熙（亞洲電視）
- 2001年-2002年 笑看浮生（亞洲電視）
- 2012年 周日不講理（有線電視）

### 電台及網台節目
- 1998年-1999年 《平息你的風波》（新城電台）
- 2004年-2006年 《風蕭蕭》（人民電台）
- 2007年-2010年 《蕭鼓聲中》、《問乾坤》 及 《湖海蕭遙錄》（香港人網）
- 2010年-2013年3月 《風也蕭蕭》（香港人網）
- 2013年6月- 2016年5月 《蕭遙遊》（memehk）

### 網絡視像節目
- 2013-17年： 《最新蕭析》（memehk）
- 2013年： 《神根聖喻》（memehk）
- 2017年起： 《退休蕭析》（memehk）
- 2018年起： 《理論蕭析》（memehk）
- 2018年起： 《海外蕭析》（memehk）
- 2018年起： 《八卦蕭析》（memehk）
- 2019年起： 《書房閒話》（memehk）
- 2019年起： 《蕭氏新聞台》（memehk）
- 2020年起： 《蕭蕭細語》（memehk，patreon獨家）

## 著作
- 《香港的命運 (一) 》（2001年）ISBN 9789628645718
- 《香港的命運 (二) 》（2001年）ISBN 9789628645725
- 《香港的命運 (上) 》（2012年）ISBN 9789881595225
- 《香港的命運 (下) 》（2012年）ISBN 9789881595232
- 《成王敗寇 (一) 》（2013年2月）ISBN 9789881595256
- 《邊緣回望》（2013年2月）ISBN 9789881595263
- 《蕭若元細說——中國近代被消失的八十年》（2014年1月） ISBN 9789881595294
- 《蕭若元說──愛新覺羅皇帝》（2014年1月） ISBN 9789881595270

## 獎項

### 香港電影金像獎
| 年份   | 頒獎典禮             | 獎項     | 影片     | 結果 |
| ------ | -------------------- | -------- | -------- | ---- |
| 1992年 | 第11屆香港電影金像獎 | 最佳電影 | 《跛豪》 | 獲獎 |
| 1992年 | 第11屆香港電影金像獎 | 最佳編劇 | 《跛豪》 | 獲獎 |

## 影視媒體形象
- 《香港亂噏》：2009年政治戲仿節目，由鄭啟泰扮演蕭藥丸，模仿蕭若元。
- 《正義迴廊》：2022年電影，由劉錫賢飾演蕭生。

## 外部連結
- 蕭若元的Facebook專頁
- 蕭若元在互联网电影资料库（IMDb）上的資料（英文）
- 2007-11-25 《電視風雲五十年》：蕭若元（页面存档备份，存于）
- 蕭若元 爛仔交專家@明報周刊Online[永久]
- 蕭若元的Patreon頻道（页面存档备份，存于）